# Mystromys albicaudatus
Mystromys albicaudatus é uma espécie de roedor da família Nesomyidae.
Pode ser encontrada no Lesoto e na África do Sul.